# HMS Africa (1761)
HMS Africa – brytyjski okręt liniowy zwodowany w 1761 roku.
HMS Africa był 64-działowym liniowcem III klasy należącym do Royal Navy, wodowanym 31 stycznia 1761 w Blackwall.
Marynarka królewska sprzedała go w roku 1774.